# 須原町
須原町（すはらちょう）は、愛知県瀬戸市深川連区の町名。丁番を持たない単独町名である。

## 地理
- 瀬戸市の中央部に位置する[8]。西を宮脇町・泉町、北を東印所町、東を紺屋田町・古瀬戸町・藤四郎町、南を刎田町と隣接している[8]。
- 北東部は陶祖公園の一部[8]。泉墓地がある[8]。

### 学区
市立小・中学校に通う場合、学区は以下の通りとなる。また、公立高等学校普通科に通う場合の学区は以下の通りとなる。
| 番・番地等 | 小学校                 | 中学校                 | 高等学校 |
| ---------- | ---------------------- | ---------------------- | -------- |
| 全域       | 瀬戸市立にじの丘小学校 | 瀬戸市立にじの丘中学校 | 尾張学区 |

## 歴史

### 町名の由来
町名設定の際、この地に須原神社があったところから名付けられたとされる。

### 沿革
- 1942年（昭和17年）1月9日 - 瀬戸市大字瀬戸字宮脇・刎田の各一部により、同市須原町として成立[2]。

## 世帯数と人口
2025年（令和7年）2月1日現在の世帯数と人口は以下の通りである。
| 町丁   | 世帯数 | 人口  |
| ------ | ------ | ----- |
| 須原町 | 82世帯 | 182人 |

### 人口の変遷
国勢調査による人口の推移
| 1995年（平成7年）  | 282人 | [ 12 ] |  |
| 2000年（平成12年） | 236人 | [ 13 ] |  |
| 2005年（平成17年） | 198人 | [ 14 ] |  |
| 2010年（平成22年） | 180人 | [ 15 ] |  |
| 2015年（平成27年） | 148人 | [ 16 ] |  |
| 2020年（令和2年）  | 173人 | [ 17 ] |  |

### 世帯数の変遷
国勢調査による世帯数の推移。
| 1995年（平成7年）  | 102世帯 | [ 12 ] |  |
| 2000年（平成12年） | 94世帯  | [ 13 ] |  |
| 2005年（平成17年） | 79世帯  | [ 14 ] |  |
| 2010年（平成22年） | 76世帯  | [ 15 ] |  |
| 2015年（平成27年） | 63世帯  | [ 16 ] |  |
| 2020年（令和2年）  | 74世帯  | [ 17 ] |  |

## 交通

### 鉄道
町内に鉄道は走っていない。最寄り駅は名鉄瀬戸線尾張瀬戸駅になる。

### バス
町内にバスは走っていない。最寄りのバス停は、名鉄バス「しなの線（瀬戸北線）」【1】【1H】【2】【2H】【3】【4】系統、同「本地ヶ原線」【10】系統の中橋バス停・陶祖公園バス停になる。

### 道路
町内に国道・県道は通っていない。

## 施設
- 陶祖公園[8] ： 須原町・藤四郎町・紺屋田町・東印所町にまたがって整備されている瀬戸の中心部を一望できる公園[18]。当町内には、児童遊園・グラウンド・芝生広場・展望台などがある。
- 旧・瀬戸市老人憩いの家[8] ： 1974年（昭和49年）に設置され、高齢者の教養の向上とレクリエーション、趣味活動等の場を提供してきたが、建物の老朽化により、2021年（令和3年）3月31日をもって閉館[19]。
- 深川公園 ： 市の都市計画公園の街区公園に位置づけられている[20]が、2022年1月現在、町の西端部にわずかな広場があるのみとなっている。

- 陶祖公園 児童遊園
- 陶祖公園 グラウンド
- 陶祖公園 芝生広場
- 陶祖公園 展望台
- 旧・瀬戸市老人憩いの家
- 深川公園

## その他

### 日本郵便
- 郵便番号 : 489-0033[6]（集配局：瀬戸郵便局[21]）。